# Протвино
Протвино (на руски: Протвино) е град, разположен в Московска област, Русия. Населението му към 1 януари 2018 е 36 400 души.